# Dolichotetranychus cracens
Dolichotetranychus cracens är en spindeldjursart som beskrevs av Pritchard och Baker 1958. Dolichotetranychus cracens ingår i släktet Dolichotetranychus och familjen Tenuipalpidae. Inga underarter finns listade i Catalogue of Life.